# تايلور ويلسون
تايلور ويلسون (بالإنجليزية: Taylor Wilson)‏ هو عالم نووي ومهندس أمريكي، ولد في 7 مايو 1994 في Texarkana metropolitan area ‏ في الولايات المتحدة.

## وصلات خارجية
- الموقع الرسمي